# Bol'šaja Atnja
Bol'šaja Atnja (in russo Большая Атня?; in tartaro: Олы Әтнә) è un villaggio che si trova nella Repubblica autonoma del Tatarstan, in Russia. È il centro amministrativo del distretto Atninskij.
Il villaggio è situato a 71 km da Kazan'.